# 約翰斯頓維爾 (加利福尼亞州)
約翰斯頓維爾（英語：Johnstonville）是位於美國加利福尼亞州拉森縣的一個人口普查指定地區。

## 地理
約翰斯頓維爾的座標為40°23′04″N 120°35′15″W / 40.38444°N 120.58750°W，而該地最高點為海拔高度1259米（即4131英尺）。

## 人口
根據2010年美國人口普查的數據，約翰斯頓維爾的面積為21.750平方千米，當中陸地面積為21.644平方千米，而水域面積為0.106平方千米。當地共有人口1024人，而人口密度為每平方千米47人。